# Rivolta del raccolto autunnale

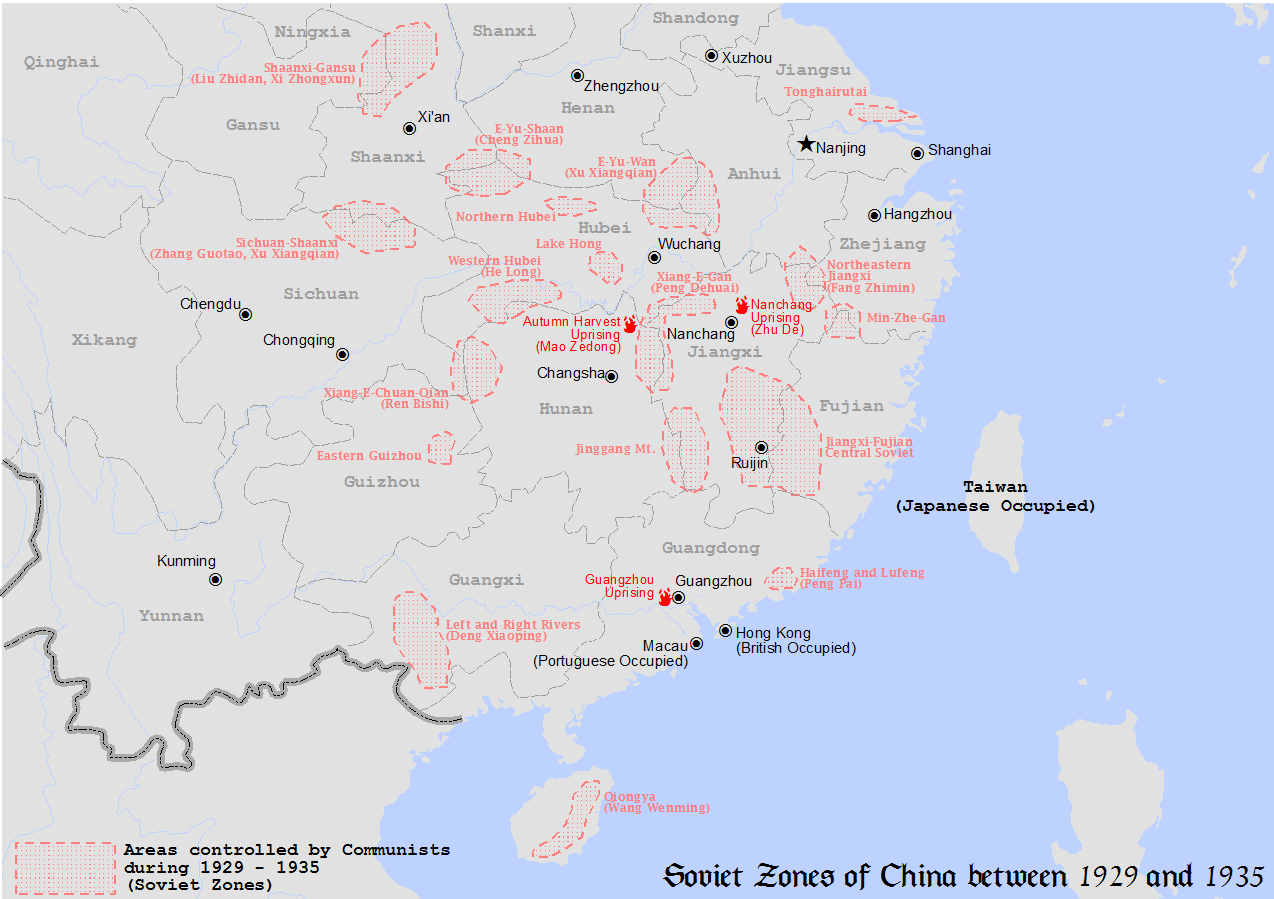
Cartina delle località dove si verificò la Rivolta del raccolto autunnale.

La rivolta del raccolto autunnale (秋收 起義T, 秋收 起义S, Qīushōu QǐyìP) fu una insurrezione che ebbe luogo nelle province di Hunan e Jiangxi, in Cina, il 7 settembre 1927, capeggiata da Mao Zedong, che fondò il Soviet dello Hunan, peraltro di breve durata.

## Storia
Inizialmente, Mao si adoperò per raccogliere forze per una rivolta, ma il generale Li Zhen radunò i contadini e i membri della sua truppa comunista locale per unirsi a loro. Mao guidò quindi una piccola armata contadina contro il Kuomintang e i proprietari terrieri di Hunan. La rivolta fu stroncata dalle forze del Kuomintang e Mao fu costretto a ritirarsi sulle montagne di Jinggang al confine tra le province di Hunan e Jiangxi, dove venne a crearsi un esercito di minatori. Questa fu una delle prime rivolte armate dei comunisti cinesi e segnò un cambiamento significativo nella loro strategia. Mao e il fondatore dell'Armata Rossa, Zhu De, svilupparono una strategia basata sulla guerriglia, aprendo la strada alla Lunga marcia del 1934.